# 贾湖契刻符号

贾湖契刻符号

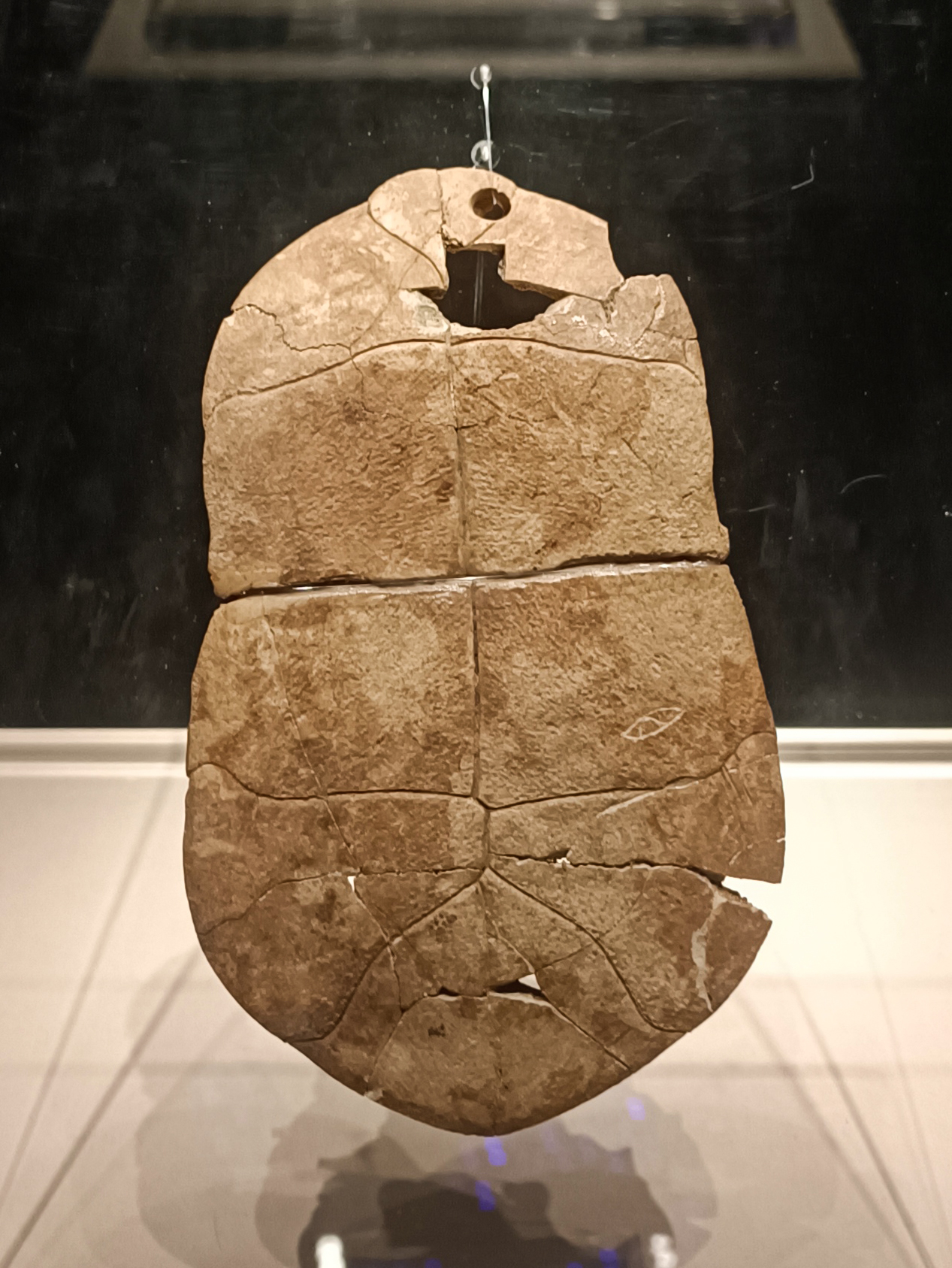
刻符龟甲，河南博物院藏

贾湖契刻符号指的是在中國河南漯河市舞陽縣北舞渡镇贾湖遗址（新石器時代的裴李崗文化）中出土的龟甲上契刻的符号，共有16个。从其形状看，具有多笔组成的结构，应承载契刻者的一定意图。有近似甲骨文的「目」字、「曰」字等符號，年代约为公元前6600年。有报导称这些符号为迄今人类所知最早的文字。
类似的原始文字——温查契刻符号在公元前5300年也在欧洲出现了。目前，世界公认最早的文字系统是楔形文字。多数专家认为贾湖契刻符号是有意识刻画的，但不能确证为文字。

## 资料來源
1. ↑  .   [2008-10-07]. （原始内容存档于2011-06-07）.
2. ↑  . news.sina.com.cn.   [2008-10-07]. （原始内容存档于2006-01-08）.
3. ↑  Rincon, Paul. . BBC News. 17 April 2003  [2012-12-07]. （原始内容存档于2012-03-30）.
4. ↑  Li, X; Harbottle, Garman; Zhang Juzhong; Wang Changsui. . Antiquity. 2003, 77 (295): 31–44.